# 組閣ごっこ

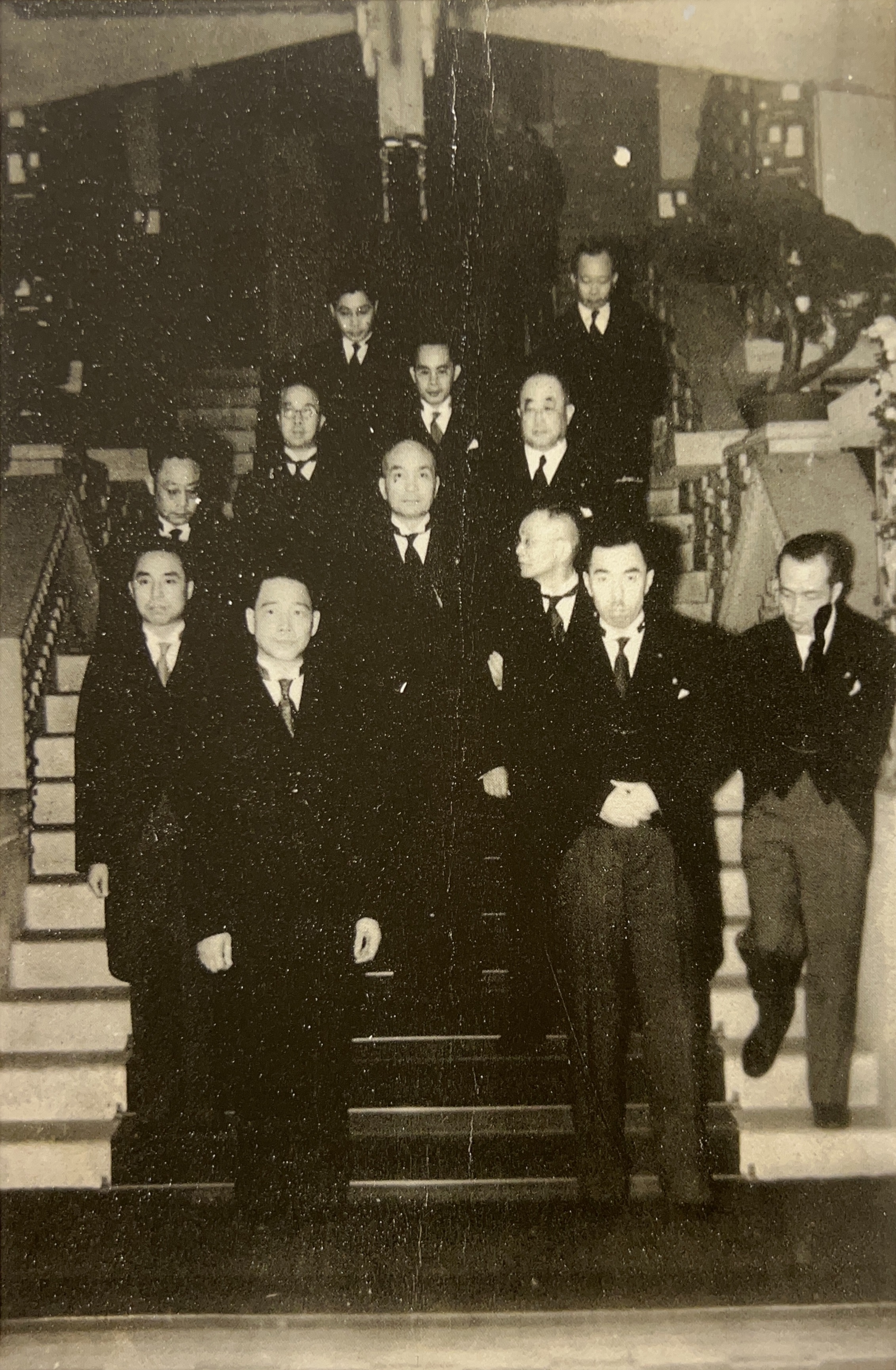
首相官邸の階段における、汪兆銘政権の要人らと近衛文麿の集合写真（1941年）

組閣ごっこ（そかくごっこ）とは、時の政権の関係者が、知人や親族を首相官邸や首相公邸に集め、階段にひな壇状に並んで「組閣」時のような構図で写真を撮影すること。また、その画像がSNS上に公開されたり、週刊誌などのメディアで報じられることにより、多くの国民の目に触れ、批判を浴びてしまう現象をいう。

## 2015年安倍晋三首相（当時）を囲んだ撮影
2015年3月上旬、かつて首相官邸として使われ、歴代内閣が組閣時に記念写真を撮影していた首相公邸の西階段で、最前列中央の安倍晋三首相（当時）を囲む形で、作詞家の秋元康、幻冬舎社長の見城徹ら5人の男性が直立不動で並ぶ様子を収めたとされる写真が、2015年6月、FRIDAYによって報じられた。FRIDAYによれば、その写真は会合メンバーのFacebookにアップロードされたものであるが、既に削除され現在は閲覧できないようになっているという。なお、FRIDAYは記念撮影が行われた会合を「首相動静にも載らない極秘会合」だったと説明している。

## 2015年岩屋毅衆院議員を囲んだ撮影
2015年8月、衆議院議員の岩屋毅が、地元の関係者を首相官邸に招き、階段に並んで撮影した画像を、自身のFacebookアカウントで公開し、批判を浴びた。日刊ゲンダイは、自民党中堅議員の声として「記念撮影自体はよくあることだが『SNSに投稿しないように』と関係者に注意喚起するのが普通。自分から投稿してしまうとは……ちょっと考えられませんね」と報じている。

## 2022年岸田翔太郎首相秘書官（当時）を囲んだ撮影
2022年12月、首相公邸の西階段で、岸田文雄首相（当時）の長男で秘書官の岸田翔太郎を知人らが囲む形で撮影された写真が、2023年5月、週刊文春によって報じられた。この件について、同月26日、国会で岸田首相が追及を受け「不適切だった」としながらも更迭は否定した（その後6月1日付けで更迭された）。TBSのNスタは「組閣ごっこ」という表現に触れながらこの件を報じ、コメンテーターの星浩は「異次元の親ばか」との永田町の声を紹介した。毎日新聞と産経新聞が「組閣ごっこ」という単語を用いた記事を掲載した。
産経新聞の酒井充は、コラム「政治ヨコからナナメから」において「擁護するつもりはないが、『けしからん』程度の話ではないか」とし、広島サミットの成果を帳消しにするほどの問題ではないとの見解を示した。また、この件に関連して巻き起こった世襲批判を「論理が飛躍した報道」と断じ、世襲は自民党に限った話ではないこと、世襲は政界に限らず伝統芸能や茶華道では一般的で、芸能界やスポーツ界でもみられることに触れ、政界における世襲は有権者の審判を経てはじめて成立することから、世襲だからだめ、世襲ではないからいいとの考えは論理的ではないと指摘した。